# Aiptasiomorpha texaensis
Aiptasiomorpha texaensis is een zeeanemonensoort uit de familie Diadumenidae.
Aiptasiomorpha texaensis is voor het eerst wetenschappelijk beschreven door Carlgren & Hedgepeth in 1952.